# Gnaeus Domitius Calvinus
Gnaeus Domitius Calvinus war ein römischer Senator und Feldherr des ersten Jahrhunderts v. Chr. Er war Konsul in den Jahren 53 und 40 v. Chr.

## Frühe Laufbahn
Calvinus entstammte der angesehenen plebejischen Adelsfamilie der Domitier und war nach Inschriften sowie Fastentabellen der Sohn eines Marcus Domitius. Sein erstes bekanntes Amt war das eines Legaten des Lucius Valerius Flaccus in Asia (62 v. Chr.). Als Volkstribun 59 v. Chr. unterstützte er mit seinen Kollegen Quintus Ancharius und Gaius Fannius den Konsul Marcus Calpurnius Bibulus gegen Anfeindungen des zweiten Konsuls und späteren Diktators Gaius Iulius Caesar und dessen Parteigänger Publius Clodius Pulcher und Publius Vatinius. Bei einem durch diese Konflikte entstandenen Kampf erlitt Calvinus Verletzungen. 56 v. Chr. wurde Calvinus Prätor, weil sich einflussreiche Optimaten für ihn eingesetzt hatten. Dabei hatte er in Fällen unerlaubten Stimmenkaufs (ambitus) zu urteilen, etwa als Lucius Calpurnius Bestia im Februar angeklagt wurde. In seiner Funktion als Prätor hielt er auch besonders glänzende Spiele ab, um seine Popularität zu steigern.
Calvinus kandidierte 54 v. Chr. mit drei weiteren Männern – Gaius Memmius, Marcus Valerius Messalla Rufus und Marcus Aemilius Scaurus – für das Konsulat des nächsten Jahres und half dabei mit sehr unsauberen Methoden nach. Zuerst bestach er zusammen mit Memmius die damals amtierenden Konsuln, die auch Wahlleiter waren, doch dann veröffentlichte Memmius auf Druck des Gnaeus Pompeius Magnus den dabei vereinbarten Kontrakt. Dennoch hatte Calvinus keine schlechten Chancen, doch noch die Konsulnstelle zu erhalten. Aber wegen seiner Machenschaften wurden die Wahlen zunächst verzögert und dann die Bewerber wegen Wahlbestechung angeklagt, und zwar Calvinus durch den Tribunen Gaius Memmius. Deswegen konnten die Konsulnwahlen bis Jahresende nicht durchgeführt werden, und es folgte ein mehrmonatiges Interregnum, das auch alle Ambitus-Prozesse aussetzen ließ. Um sich die Unterstützung des Pompeius zu sichern, hatte sich Calvinus Ende 54 v. Chr. als Richter sehr für die Freisprechung des wegen der Rückführung des Ptolemaios XII. nach Ägypten angeklagten Aulus Gabinius eingesetzt. Im Juli 53 v. Chr. konnte er infolgedessen mit Valerius Messalla das Konsulsamt bis Ende des Jahres antreten. In ihrer Amtszeit kam es zu öffentlichen Kämpfen zwischen den Konsulatsanwärtern für das nächste Jahr, zu denen u. a. Titus Annius Milo und Quintus Caecilius Metellus Pius Scipio zählten; auch Publius Clodius Pulcher, der Prätor werden wollte, mischte eifrig mit. Im Senat traten die Konsuln ohne die Abzeichen ihrer Würde auf, um ihr Missfallen über die Anarchie zu bekunden. Zunächst ohne Folgen blieb der einzige bekannte Beschluss des Senates in ihrer Amtszeit, der einen Abstand von fünf Jahren zwischen der Ausübung eines städtischen Amtes und der Statthalterschaft in einer römischen Provinz vorschrieb. Als die Konsuln ihre Nachfolger wählen lassen wollten, wurden sie von Steinen getroffen und verletzt. Sie konnten in ihrer Amtsperiode dann nicht mehr die Wahl der neuen Konsuln durchsetzen.

## Feldzüge unter Caesar
Kurz vor Beginn des römischen Bürgerkriegs ging Calvinus zum siegreichen Gallienbezwinger Caesar über. Den aus Asien anmarschierenden Metellus Scipio sollte Calvinus Anfang 48 v. Chr. mit zwei Legionen und 500 Reitern in Makedonien aufhalten. Dort belauerten sich die beiden Feldherrn mit viel kluger Taktik, aber ohne wirkliche Kriegshandlungen, während Caesar im Juli 48 v. Chr. in der Schlacht von Dyrrhachium gegen Pompeius den Kürzeren zog. Danach marschierte Caesar südlich nach Apollonia, Pompeius dagegen nach Osten, so dass Letzterer Calvinus zwischen seiner Armee und der des Metellus Scipio in die Zange zu nehmen und damit zu vernichten drohte. Da Calvinus keinen Kontakt mehr zu seinem Vorgesetzten hatte, hörte er dies nur zufällig von einigen Kelten, die im Dienst des Pompeius standen. Schnell zog er sich südlich nach Aiginion am Peneios in Thessalien zurück, wo er sich mit Caesar vereinigen konnte. Während der entscheidenden Schlacht von Pharsalos sah sich Calvinus, der im Zentrum stand, wieder dem Metellus Scipio gegenüber.
Trotz seines Sieges nahm Caesar umgehend die Verfolgung des Pompeius nach Ägypten auf und sandte Calvinus als Legat oder Prokonsul mit drei Legionen nach Kleinasien. Da aber Caesar wegen seiner Unterstützung der Kleopatra VII. von den Ägyptern in Alexandria belagert wurde und zu wenige Truppen bei sich hatte, gab er Calvinus den Befehl, ihm zwei seiner Legionen zur Verstärkung zu schicken. Mit der einzigen ihm verbliebenen Legion musste nun Calvinus zum Krieg gegen König Pharnakes II. von Bosporus, den Sohn des berühmten Römerfeindes Mithridates VI., ausrücken, der das Königreich Pontos, das Reich seines Vaters, wieder erobern wollte und dabei die aufgrund der Bürgerkriege geschwächte Lage Roms ausnützte. Calvinus verstärkte seine Armee mit zwei vom galatischen Herrscher Deiotaros gesandten Legionen und einer weiteren in Pontus rekrutierten Legion und drang in das von Pharnakes geräumte Kappadokien ein. In Nikopolis in Kleinarmien wurde er aber im Dezember 48 v. Chr. vom Feind vernichtend geschlagen und musste sich nach Asia zurückziehen.
Nachdem Caesar im Alexandrinischen Krieg in schweren Kämpfen doch die Oberhand behalten hatte, schlug er Pharnakes am 2. August 47 v. Chr. entscheidend bei Zela. Nun durfte Calvinus den geflüchteten Mithridatessohn in Sinope endgültig unterwerfen; da dieser keine Gefahr mehr darstellte, wurde er aber freigelassen. Als Caesar nach Rom zurückkehrte, blieb Calvinus Statthalter in Kleinasien. Im Krieg, den Caesar 46 v. Chr. in Nordafrika gegen die verbliebenen Pompeianer führte, sollte er nach der Schlacht bei Thapsus mit zwei Legionen Thysdra einnehmen. Als dies der dortige Befehlshaber Gaius Considius Longus erfuhr, räumte er rasch die Stadt. Zurück in Rom entlastete Calvinus den angeklagten Deiotaros (45 v. Chr.).
Am Morgen des 15. März 44 v. Chr., kurz vor seiner Ermordung, traf sich Caesar im Haus des Calvinus mit dem Wahrsager Spurinna. Wahrscheinlich nahm man dabei eine Opferhandlung vor, und dies würde bestätigen, dass Calvinus durch die Gunst des Diktators um 45 v. Chr. Pontifex geworden worden war; denn dass er dieses Amt innehatte, lässt sich auf Abbildungen seiner Münzen sowie durch eine Inschrift erkennen. Den Posten eines magister equitum, den er auf Bestimmung Caesars 43 v. Chr. erhalten sollte, konnte er wegen dessen Ermordung nicht antreten.

## Karriere unter den Triumvirn
Calvinus unterstützte von Anfang an Caesars Erben Octavian. Er taucht in den Quellen aber erst wieder im Herbst 42 v. Chr. auf: Damals sollte er den Triumvirn Marcus Antonius und Octavian, die in der Schlacht bei Philippi in Makedonien die entscheidenden Kämpfe gegen die Caesarmörder führten, aber von Italien weitgehend abgeschnitten waren, von Brundisium aus zwei neue Legionen auf dem Seeweg zur Verstärkung bringen. Doch die zur Partei der Caesarmörder gehörenden Feldherrn Lucius Staius Murcus und Gnaeus Domitius Ahenobarbus vernichteten genau am Tag der ersten Schlacht bei Philippi großteils Calvinus’ Flotte, als sie das Ionische Meer durchsegelte, wobei auch die Eliteeinheit der Marslegion unterging. Calvinus konnte sich retten und gelangte nach fünf Tagen zurück nach Brundisium.
40 v. Chr. wurde Calvinus zum zweiten Mal Konsul, diesmal mit dem als Geschichtsschreiber berühmt gewordenen Gaius Asinius Pollio. Wie es öfter unter den Triumvirn Praxis war, konnte die beiden ihr Amt aber nicht das ganze Jahr ausüben, sondern erhielten Nachfolger in den Suffektkonsuln Lucius Cornelius Balbus Maior und Publius Canidius Crassus.
39 bis 36 v. Chr. war Calvinus Statthalter ganz Spaniens und führte besonders gegen einige Pyrenäenstämme Kriege. Als ein Teil seiner Truppen Angst hatte und daher eine Schlacht verlor, bestrafte er sie so streng, dass er danach leicht die Niederlage wieder wettmachte und wohl bei Osca (heute Huesca) siegte. Wegen seiner Erfolge in Spanien durfte er sich Imperator nennen und nach seiner Rückkehr in Rom am 17. Juli 36 v. Chr. einen Triumph feiern. Es wurden einige während seiner Statthalterschaft in Spanien geprägte Münzen gefunden sowie Ziegelstempel aus Emporiae (heute Empúries).
Am Palatin erbaute Calvinus aus den in Spanien erbeuteten Schätzen ein Weihgeschenk, dessen Inschrift am Sockel erhalten ist. Die Gelder, die er zur Finanzierung seines Triumphes von Städten aus seiner Provinz erhielt, verwendete er großteils zum prachtvollen Neubau und der Erweiterung des niedergebrannten Sitzes des Pontifex maximus, der Regia, die am Forum Romanum lag. Zu deren Einweihung borgte er sich von Octavian später nicht mehr zurückgegebene Statuen. Nach den erhaltenen Resten dieses Gebäudes kann man sich eine ungefähre Vorstellung von seiner ursprünglichen Anlage machen. In die Wände der Regia hatte Calvinus jenes Verzeichnis der römischen Konsuln und Triumphe eingravieren lassen, das heute als kapitolinische Fasten bezeichnet wird. In der Nähe der Regia befand sich Calvinus’ eigenes Haus. Wahrscheinlich lebte er noch um 20 v. Chr., da er anscheinend in erhaltenen Bruchstücken der Arvalakten und einem Kalender als Mitglied der Arvalbrüder genannt wird.